# Zbigniew Robakiewicz
Zbigniew Robakiewicz (ur. 24 listopada 1966 w Opocznie) – polski piłkarz grający na pozycji bramkarza, reprezentant Polski. Brat Józefa i Ryszarda Robakiewiczów (z Józefem i Ryszardem grał razem w ŁKS-ie Łódź; dodatkowo przez jeden sezon grał również z Ryszardem w Legii Warszawa). Ma trzech synów: Łukasza, Grzegorza i Michała. Ponadto jest również wujkiem Pawła Golańskiego.

## Kariera piłkarska
Zawodową karierę piłkarską rozpoczynał w wieku 18 lat w Łódzkim Klubie Sportowym. Przez 2,5 roku spędzonych w klubie rozegrał 28 spotkań w najwyższej klasie rozgrywek w Polsce. W przerwie zimowej sezonu 1986/1987 przeszedł do Legii Warszawa, gdzie rozwinęła się jego kariera. Przez 9 lat bronił bramki Legii, cztery razy zdobywając Puchar Polski oraz po dwa razy mistrzostwo Polski oraz Superpuchar Polski, występując łącznie w 153 spotkaniach. Wówczas zadebiutował w pierwszej reprezentacji Polski w meczu z Arabią Saudyjską, wygranym przez Polaków 1:0 (13 kwietnia 1994, Cannes, Francja). Przed sezonem 1995/1996 powrócił do ŁKS-u, grając we wszystkich 34 spotkaniach ligowych, opuszczając jedynie 20 minut ostatniego meczu ligowego. Sezon później przeniósł się do Grecji, do I-ligowego Iraklísu Saloniki. Wtedy zaczęły się jego problemy ze zdrowiem. W rundzie wiosennej sezonu 1997/1998 zagrał jedynie w 7 meczach w barwach warszawskiej Legii, by następnie przez pół roku nie grać w żadnym klubie. W rundzie wiosennej sezonu 1998/1999 grał w II-ligowej Ceramice Opoczno, a jesienią następnego sezonu w III-ligowym Okęciu Warszawa. Wiosną zagrał w 15 meczach w barwach Legii, a w sezonie 2000/2001 we wszystkich 30 spotkaniach. W rundzie jesiennej sezonu 2001/2002 wystąpił w 8 spotkaniach w barwach Dyskobolii Grodzisk Wielkopolski. Przez następne dwa lata zagrał w 49 meczach w barwach Widzewa Łódź. W przerwie zimowej trafił do III-ligowego Tura Turek. Na początku sezonu 2005/2006 miał problemy ze zdrowiem i przeszedł szczegółowe badania serca. W przerwie zimowej zakończył karierę piłkarską.

## Kariera trenerska
Karierę trenerską rozpoczął w sezonie 2005/2006 w GKS Bełchatów jako trener bramkarzy, w sezonie 2016/2017 był trenerem bramkarzy Korony Kielce, a w sezonie 2017/2018 trenował w Wigrach Suwałki. Od sezonu 2019/2020 jest trener bramkarzy SMS Łódź.

## Osiągnięcia
- 2 Mistrzostwa Polski z Legią (1993/94, 1994/95)
- 2 Superpuchary Polski z Legią (1989/90, 1994/95)
- 4 Puchary Polski z Legią (1989, 1990, 1994, 1995)

## Film
Robakiewicz ma za sobą również debiut filmowy. Wystąpił w roli bramkarza Powiśla Warszawa w filmie Janusza Zaorskiego Piłkarski poker z 1988 roku.